# Filipe Ferreira
Filipe Miguel Neves Ferreira (Lisbona, 27 settembre 1990) è un calciatore portoghese, difensore del Boavista.

## Caratteristiche tecniche
Gioca come esterno sinistro, con attitudini prevalentemente difensive che gli permettono di essere schierato con buoni risultati anche da terzino.

## Biografia
Filipe Ferreira è figlio di José Carlos, anch'egli calciatore e difensore, tra le altre, di Benfica e Belenenses.

## Carriera

### Club

#### Atlético CP
Nato a Lisbona, Filipe Ferreira entra a dodici anni nel vivaio dello Sporting, prima di passare nel 2003 al Pontinha. Nel 2007 passa alle giovanili dell'Atlético CP, con il quale viene promosso in Segunda Liga al termine della stagione 2010-2011. Nell'annata successiva ha quindi modo di debuttare tra i professionisti, in seconda serie portoghese.

#### Belenenses
Nel 2012 rimane a Lisbona, ma si aggrega al Belenenses con cui disputa 19 incontri totali e vince la Segunda Liga 2012-2013, venendo promosso in Primeira. Il 2 febbraio 2014 Filipe Ferreira marca la prima rete in massima serie, segnando il gol-vittoria nel match vinto 2-1 in casa contro il Braga, che consente alla squadra di Belém di tornare al successo dopo nove partite senza vittorie. Sempre nel 2014 rinnova il suo contratto con i lisbonesi fino al 2015. Rimane al Belenenses per un'altra stagione, partecipando anche alla fase a gruppi dell'Europa League 2015-2016, totalizzando in quattro anni 91 presenze e cinque reti in campionato.

#### Paços Ferreira
Nel luglio 2016, terminato il contratto col Belenenses, firma un biennale col Paços Ferreira, rimanendo quindi in massima serie. Ferreira rimane con i Castores per due stagioni, terminando al tredicesimo e al diciassettesimo posto nella Primeira Liga 2017-18, retrocedendo quindi in Segunda.

#### Sturm Graz e Nacional
Nel luglio 2018 firma per lo Sturm Graz, in Bundesliga austriaca, ma dopo sole quattro presenze complessive a gennaio 2019 torna in patria, nelle file del Nacional in prestito fino al 30 giugno. L'iscrizione del calciatore al club di Madera viene ritardata per problemi burocratici.

#### Tondela
Dopo la retrocessione del Nacional, nell'estate 2019 viene acquistato a titolo definitivo dal Tondela, riuscendo così a rimanere in Primeira Liga. I verdeoro riusciranno a salvarsi nelle successive due stagioni, concluse al quattordicesimo e al dodicesimo posto. Ferreira colleziona, in due annate, 61 gettoni e una rete.

#### Boavista
Il 12 luglio 2021 viene ufficializzato il suo passaggio al Boavista.

### Nazionale
Ferreira è stato convocato per due amichevoli dal Portogallo under-21, entrambe a marzo 2011: la prima contro la Repubblica d'Irlanda (vittoria lusitana per 2-0), mentre la seconda tre giorni dopo contro la Danimarca (1-1).

## Palmarès

### Club
- Segunda Liga: 1

Belenenses: 2012-2013